# Tiazinha Faz a Festa
Tiazinha Faz a Festa é o primeiro e único álbum da carreira musical da Tiazinha, personagem interpretada por Suzana Alves, lançado em 1999. A sonoridade é majoritariamente a dance music. Entre os convidados estão Vinny, Alexandre Pires (co-autor de "Garota Sensação"), Reginaldo Rossi, Fausto Fawcett, Salgadinho, do grupo Katinguelê, e Diumbanda, do grupo Companhia do Pagode.
Entre as faixas, destaca-se "Uh! Tiazinha", na qual conta com a participação do cantor Vinny, e que um foi sucesso nas rádios brasileiras na época. A cantora participou ativamente da seleção do repertório e em entrevistas, revelou que durante os ensaios de gravação, tornou-se "co-autora" de várias canções: "Foi uma coisa bem espontânea, até bagunçada: o pessoal ficava tocando e eu ia inventando coisas".
Uma faixa interativa foi incluída. Através dela, o ouvinte, munido de um computador, poderia visualizar mais de 70 fotos inéditas e exclusivas, baixar um protetor de tela, ouvir uma entrevista, entre outros.
Comercialmente, as vendas alcançaram mais de 300 mil cópias e, ainda assim, foi considerado um fracasso, pois segundo algumas fontes, a Sony Music tinha uma expectativa de vender, por baixo, 1 milhão de cópias.

## Lista de faixas
- Créditos adaptados do encarte do CD Tiazinha Faz A Festa, de 1999.[11]

| N.º | Título                                          | Compositor(es)                         | Duração |  |
| 1.  | "Abertura: Tiazinha Faz A Festa" (Théo Werneck) | Théo Werneck                           | 1:21    |  |
| 2.  | "Uh! Tiazinha" (part. Vinny)                    | Vinny                                  | 3:17    |  |
| 3.  | "Doeu"                                          | Aninha / Gardo Nooraai / Lucas Nooraai | 3:04    |  |
| 4.  | "Tiazinha, Você é Minha" (part. Fausto Fawcett) | Laufer / Fausto Fawcett                | 3:41    |  |
| 5.  | "3 Minutos"                                     | Carlos Coelho / Patricia Carvalho      | 3:01    |  |
| 6.  | "Sugar, Sugar"                                  | Andy Kim / Jeff Barry                  | 4:21    |  |
| 7.  | "Dança da Tiazinha" (part. Diumbanda)           | Alexandre Monteiro                     | 3:28    |  |
| 8.  | "Garota Sensação" (part. Salgadinho)            | Alexandre Pires / Lourenço             | 3:19    |  |
| 9.  | "Tiazinha Story" (part. Reginaldo Rossi)        | Reginaldo Rossi                        | 3:32    |  |
| 10. | "Sou Mais Eu"                                   | Alvaro Socci / Cláudio da Matta        | 3:23    |  |
| 11. | "Vem Cá Que a Tiazinha Te Ensina"               | Dudu Falcão / Michael Sullivan         | 3:25    |  |
| 12. | "Tiazinha Faz a Festa"                          | Théo Werneck                           | 4:29    |  |
| 13. | "Doeu" (remix Théo Werneck)                     | Aninha / Gardo Nooraai / Lucas Nooraai | 3:24    |  |
| 14. | "Uh! Tiazinha" (remix DJ Cuca)                  | Vinny                                  | 6:16    |  |

## Tabelas

### Tabelas anuais
| Tabela musical (1999) | Posição |
| --------------------- | ------- |
| Brasil (Nopem)        | 44      |

## Certificações e vendas
| Região | Certificação | Vendas  |
| ------ | ------------ | ------- |
| Brasil | Platina      | 300.000 |